# Daylight (film 1914)
Daylight (o In the Dayligh) è un cortometraggio muto del 1914 diretto da Thomas Ricketts. Prodotto dalla e sceneggiato da Marc Edmund Jones, il film aveva come interpreti Ed Coxen, Winifred Greenwood, George Field, John Steppling, William Bertram.

## Trama
Arthur Langley è un musicista al quale piace anche la vita mondana. Il suo maestro, Gordon, avvisa la zio Steele che Arthur non solo trascura gli studi, ma ha anche dei seri problemi alla vista. Steele decide di prendere in mano la situazione e manda il nipote in montagna per curarsi. Qui Arthur incontra una ragazza, Mary, il cui innamorato muore in un incidente. Lui cerca di consolarla e suona il pianoforte, unico oggetto pretenzioso della modesta casa della ragazza. Quando però deve tornare in città in seguito alla morte dello zio, Arthur riprende con le sue solite abitudini e la sua vista ricomincia a peggiorare. Per sfuggire alla pietà dei suoi amici, fugge in montagna, dove ritrova Mary, che sposa. Cieco ma felice, Arthur diventa famoso come musicista. La città lo richiama ancora indietro e viene trovata una cura per i suoi occhi. Guarito, cade nelle vecchie tentazioni. Decide allora di andarsene e tornare tra le valli, in cerca di pace e serenità, anche a costo di rinunciare alla vista ritrovata. Mary lo trova in tempo per impedirgli di fare follie.

## Produzione
Il film fu prodotto dalla American Film Manufacturing Company.

## Distribuzione
Distribuito negli Stati Uniti dalla Mutual, il film - un cortometraggio in due bobine - uscì nelle sale cinematografiche il 19 ottobre 1914.